# Belgiens Grand Prix 1975
Belgiens Grand Prix 1975 var det sjätte av 14 lopp ingående i formel 1-VM 1975.  

## Resultat
1. Niki Lauda, Ferrari, 9 poäng
2. Jody Scheckter, Tyrrell-Ford, 6
3. Carlos Reutemann, Brabham-Ford, 4
4. Patrick Depailler, Tyrrell-Ford, 3
5. Clay Regazzoni, Ferrari, 2
6. Tom Pryce, Shadow-Ford, 1
7. Emerson Fittipaldi, McLaren-Ford
8. Carlos Pace, Brabham-Ford
9. Bob Evans, BRM
10. John Watson, Surtees-Ford
11. Mark Donohue, Penske-Ford
12. Wilson Fittipaldi, Fittipaldi-Ford

### Förare som bröt loppet
- François Migault, Hill-Ford (varv 57, upphängning)
- Vittorio Brambilla, March-Ford (54, bromsar)
- Jacky Ickx, Lotus-Ford (52, bromsar)
- Ronnie Peterson, Lotus-Ford (36, bromsar)
- Jacques Laffite, Williams-Ford (18, växellåda)
- Lella Lombardi, March-Ford (18, motor)
- Tony Brise, Hill-Ford (17, motor)
- James Hunt, Hesketh-Ford (15, transmission)
- Jean-Pierre Jarier, Shadow-Ford (13, snurrade av)
- Arturo Merzario, Williams-Ford (2, koppling)
- Alan Jones, Harry Stiller Racing (Hesketh-Ford) (1, olycka)
- Jochen Mass, McLaren-Ford (0, olycka)

## VM-ställning
| Förarmästerskapet 1. Niki Lauda, Ferrari, 23 2. Emerson Fittipaldi, McLaren-Ford, 21 3. Carlos Reutemann, Brabham-Ford, 16 Carlos Pace, Brabham-Ford, 16 | Konstruktörsmästerskapet 1. Brabham-Ford, 29 2. McLaren-Ford, 26½ 3. Ferrari, 26 |